# Cinemàtica inversa
La cinemàtica inversa és el procés de determinació dels paràmetres d'un objecte flexible articulat (una cadena cinemàtica) per tal d'obtenir una posició desitjada. La cinemàtica inversa permet determinar el moviment de totes les parts de l'objecte quan se'n coneix el moviment d'una o més parts, però no les forces que el generen. La cinemàtica inversa és rellevant en l'animació de videojocs o en 3D, per tal de fer que el moviment dels personatges sigui coherent.